# Cuscuta denticulata
Cuscuta denticulata är en vindeväxtart som beskrevs av Georg George Engelmann. Cuscuta denticulata ingår i släktet snärjor, och familjen vindeväxter. Inga underarter finns listade i Catalogue of Life.